# Dziennik jachtowy
Dziennik jachtowy – stosowany na jachtach (najczęściej żeglujących po morzu) rodzaj pamiętnika służący do zapisywania wydarzeń dotyczących jachtu, jego rejsów i jego załogi.

## Dziennik jachtowy w polskim żeglarstwie obecnie
Wobec braku obowiązku prowadzenia dziennika na polskich jachtach, wymóg prowadzenia dziennika, jego kształt i forma, a także rodzaj i częstotliwość zapisywanych danych zależą wyłącznie od wymagań właściciela, armatora bądź kapitana jachtu.
W charakterze dziennika jachtowego używane są: zwykłe kalendarze, notesy, ostatnie strony przewodników żeglarskich, których wydawcy specjalnie do tego celu umieścili tam odpowiednie tabelki.
Często jednak, używane na polskich jachtach dzienniki mają układ rubryk oraz instrukcję prowadzenia zgodne z dawnymi wzorami dziennika jachtowego opracowanymi na podstawie rozporządzenia Ministra Żeglugi z dnia 18 kwietnia 1963 i zarządzenia Ministra Żeglugi nr 95 z dnia 23 maja 1963 roku (zobacz wygląd).

## Dziennik jachtowy w polskim żeglarstwie dawniej
Prowadzony na polskich jachtach morskich (jako odpowiednik dziennika okrętowego), służył do notowania wszystkiego, co dotyczyło jachtu oraz jego załogi w czasie żeglugi. Prowadzony był przez cały okres żeglugi. Na żądanie władz uprawnionych do nadzoru nad działalnością jachtingu morskiego winien był zostać im okazany.
Dziennik zawierać musiał daty rozpoczęcia i zakończenia dziennika, a także musiał być zatwierdzony przez Okręgowy Związek Żeglarski właściwy dla portu macierzystego jachtu. Dziennik jachtu musiał być przechowywany przez lat 10 od jego zakończenia (i przez taki okres ważne były staże konieczne do przystąpienia do egzaminów na ówczesne stopnie żeglarskie)
Na pierwszych stronach dziennika znajdowały się dane dotyczące jachtu i armatora. Następne strony zawierały instrukcję jego prowadzenia, a kolejne już właściwe strony dziennika.
Strony te zapisywano danymi dotyczącego każdego pływania: „numer pływania”, „rodzaj pływania” oraz jego przebieg. Zapisów w dzienniku dokonywał oficer wachtowy. Zliczenia czasu żeglugi i ilości przebytych mil dokonywał I oficer. Kapitan raz na dobę obowiązany był dziennik sprawdzić i podpisać.
W dzienniku jachtowym można było znaleźć wszelkie informacje, które mogły posłużyć do odtworzenia warunków żeglugi, postojów w portach oraz wypadków. Notowane były (pod dokładnie określoną datą) dane nawigacyjne, stan pogody i morza. Zawierał także: nazwy odwiedzonych portów, rodzaje wykonywanych manewrów, pozycje określone z namiarów, mijane znaki nawigacyjne. Wpisy obejmowały również nazwiska załogi, powierzone członkom załogi funkcje, popełnione przestępstwa, zażalenia, wypadki itd, itp.